# Karina Rivero
Elia Karina Rivero Molnar (sinh ngày 20 tháng 10 năm 1985 tại Valera, Venezuela) là một người mẫu và thí sinh dự thi sắc đẹp của Venezuela. Cô là người chiến thắng Elite Model Look Venezuela năm 2003 và là đại diện chính thức của Venezuela tham dự cuộc thi Elite Model Look International 2003 được tổ chức tại Singapore vào ngày 8 tháng 11 năm 2003. Rivero cũng là người về nhì trong cuộc thi Elite Model Latino 2003 được tổ chức vào tháng 5 năm 2003.
Cô đại diện cho bang Amazonas trong cuộc thi Hoa hậu Venezuela 2008, vào ngày 10 tháng 9 năm 2008 và lọt vào 10 thí sinh bán kết.